# Uname
uname (abbreviazione dalla lingua inglese di unix name, nome unix) è un comando dei sistemi operativi Unix e Unix-like, e più in generale dei sistemi POSIX, che mostra sullo standard output informazioni sul computer in uso e sul sistema operativo installato, quali ad esempio il tipo e la versione del sistema operativo installato, l'architettura del computer e il suo nome in rete.
Apparve la prima volta come comando in PWB/UNIX.
Come parte delle GNU Core Utilities, è software libero.

## Sintassi
La sintassi di uname è la seguente:
```
uname [
opzioni
]
```

Se non si specificano opzioni, uname si comporta come se fosse stata specificata la sola opzione -s.

## Opzioni
Tra le opzioni comuni vi sono:
-aVisualizza tutte le informazioni note.
-mVisualizza il tipo di hardware.
-nVisualizza il nome di rete del computer.
-rVisualizza la versione del sistema operativo.
-sVisualizza il tipo di sistema operativo.
-vVisualizza la sub-versione del sistema operativo.

## Esempi
Mostra il tipo di sistema operativo installato:
```
$ 
uname

Linux
```

Mostra tutte le informazioni note:
```
$ 
uname -a

Linux falcon 2.6.25-2-686 #1 SMP Fri Jun 27 03:23:20 UTC 2008 i686 GNU/Linux
```

Mostra il tipo di hardware:
```
$ 
uname -m

x86_64
```